# Osservazione partecipante
L'osservazione partecipante è una tecnica di ricerca etnografica incentrata sulla prolungata permanenza e partecipazione alle attività del gruppo sociale studiato da parte del ricercatore. Questo metodo è stato reso celebre da Bronisław Malinowski ed è divenuto fondamentale per le scienze etno-antropologiche.

## Impostazione della ricerca prima dell'osservazione partecipante
Per tutto l'Ottocento fino alla prima guerra mondiale il modo di fare antropologia principale era basato su ricerche superficiali incentrate prevalentemente su questionari strutturati. Gli etnografi si recavano sul campo per brevi soggiorni, nei quali ospitavano vari rappresentanti della popolazione studiata ed occidentali che vivevano nell'area (missionari, amministratori coloniali) al fine di compilare questionari ed intervistare informatori privilegiati. Addirittura alcuni dei più importanti antropologi dell'epoca, come James Frazer e Edward Burnett Tylor, non hanno mai svolto ricerca sul campo. In generale gli antropologi evoluzionisti consideravano la loro ricerca un lavoro di teorizzazioni su dati che altri soggetti procuravano loro.

## La rivoluzione Malinowskiana
L'antropologo polacco Malinowski nella sua prima e più celebre monografia etnografica Argonauti del Pacifico occidentale critica l'approccio evoluzionista e impone l'osservazione partecipante come metodo fondamentale dell'antropologia. Questo grazie anche al grandissimo successo editoriale, che la rese una delle monografie antropologiche più lette della storia.
L'idea chiave è quella che l'etnografo deve partecipare alle attività della società da studiare, imparare la lingua e le categorizzazioni dei soggetti studiati, permanendo sul campo per uno o due anni. Questo per stabilire un'empatia che permetta di rendere nella descrizione il punto di vista dei nativi. Fondamentale per quest'attività di studio è la capacità mimetica dell'antropologo, la sua abilità a conquistare la fiducia e diventare nativo. 
Va però evidenziato che l'antropologo pur impregnandosi dei modi di fare dell'ambiente in cui si trova non si trasforma in un membro della società. Vi è anzi un continuo e fondamentale passaggio mentale tra il mondo di appartenenza e quello che si sta studiando.
L'osservazione partecipante consente quindi di considerare con un certo distacco l'esperienza condivisa con gli appartenenti ad una cultura diversa dalla sua.
Anche nella sociologia negli anni successivi verrà ampiamente applicata questa metodologia dagli studiosi della scuola di Chicago. Anche il sociologo Alain Touraine ha asserito che il suo celebre intervento sociologico può essere accostato all'osservazione partecipante.

## Ruolo dell'osservazione partecipante nelle teorie metodologiche contemporanee
L'antropologia post-moderna ha spesso negli ultimi decenni criticato la teoria dell'osservazione partecipante. Uno degli eventi che contribuirono a metterla in discussione fu la pubblicazione nel 1967 dei diari personali di Malinowski. Qui l'autore rivelò la difficoltà incontrata nello svolgere la ricerca e nel vivere con i trobriandesi, che a tratti mostra di sopportare a fatica in realtà. 
Clifford Geertz ad esempio ha fatto notare come l'apparente semplicità con cui l'"empatia" permetterebbe di cogliere il punto di vista del nativo nascondesse nel caso di Malinowski un grande sforzo nel cercare un difficile dialogo, ed il carattere in parte di finzione della descrizione etnografica che ne consegue. Tuttavia l'osservazione partecipante è da considerarsi tuttora uno degli strumenti più importanti del metodo etnografico, anche se non rivestito dell'aura miracolosa che le dava la scuola malinowskiana.